# Pandemia de COVID-19 en Dominica
Los primeros casos de la Pandemia de COVID-19 en Dominica inició el 22 de marzo de 2020. Hay 10, 527 casos confirmados, 83 recuperados y 53 fallecidos.

## Antecedentes
El 12 de enero de 2020, la Organización Mundial de la Salud (OMS) confirmó que un nuevo coronavirus fue la causa de una enfermedad respiratoria en un grupo de personas en la ciudad de Wuhan, Hubei, China, el cual estuvo reportado en la OMS el 31 de diciembre de 2019.
La tasa de letalidad del COVID-19 ha sido mucho más baja que la del SARS de 2003, pero la transmisión ha sido significativamente más grande, con un número de víctimas totales significativo..

## Cronología

### Marzo
El primer caso del país de COVID-19 se anunció el 22 de marzo, un hombre de 54 años que regresó a Dominica desde el Reino Unido.

### Mayo
El 7 de mayo el ministerio de Salud del país recomendó relajar las restricciones de inmovilización para los civiles, dejándolos tener acceso a playas y ríos con mascarrillas y respetando las medidas de seguridad y distanciamiento.
El 8 de mayo un enfermero de un grupo de ayuda médica enviado por Cuba a Dominica para luchar contra el COVID-19 falleció, ninguno de los dos gobiernos notificaron públicamente el motivo de deceso.